# Robert Schneider (Schriftsteller)

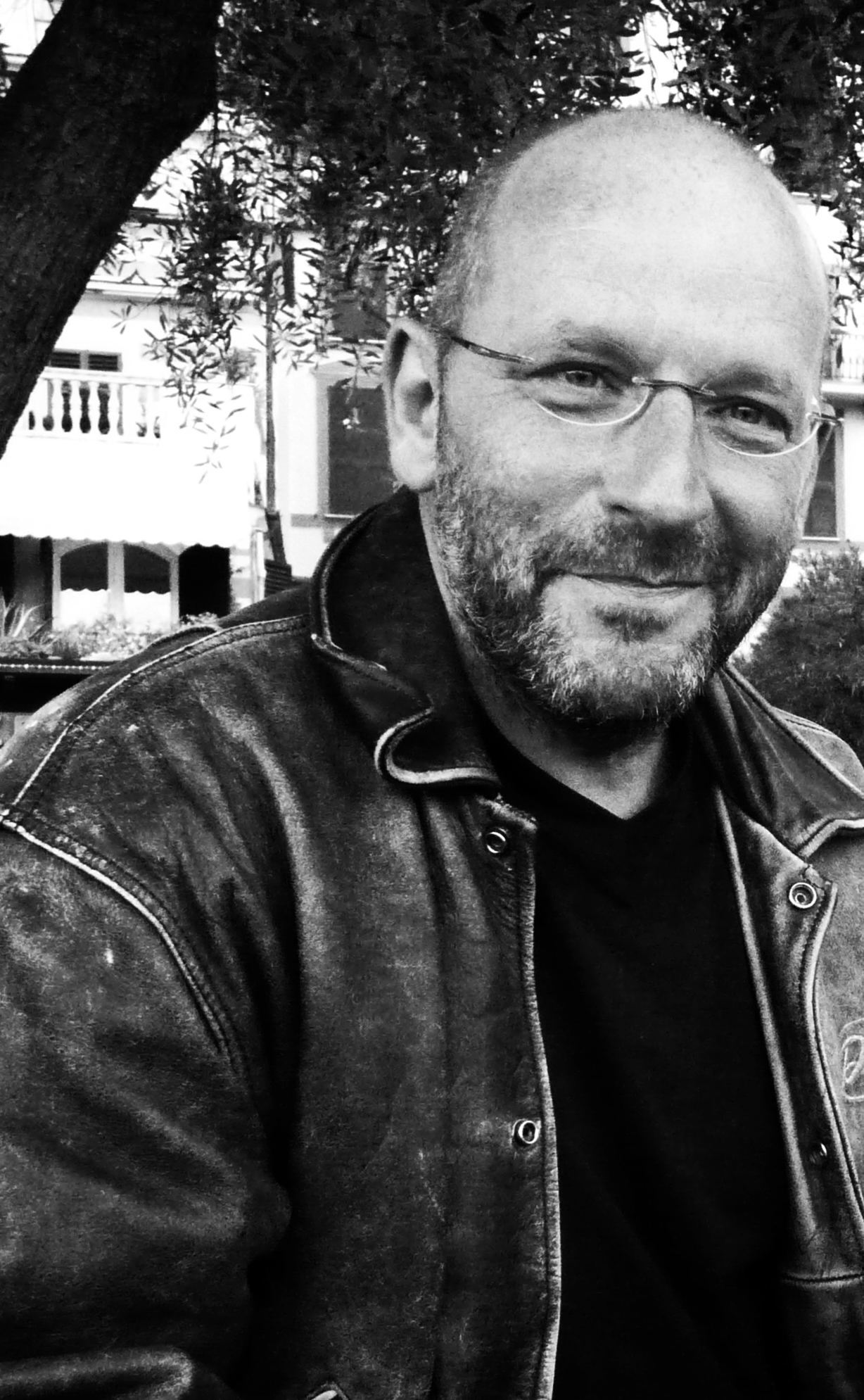
Robert Schneider bei der Präsentation von L’Apocalisse (Die Offenbarung) in Rom, 2010

Robert Schneider (* 16. Juni 1961 in Bregenz, Vorarlberg) ist ein österreichischer Schriftsteller. Schneider publizierte bisher sechs Romane, eine Novelle, einige Theaterstücke und zwei Lyrikbände.

## Leben
Robert Schneider wurde als Kind mit zwei Jahren von dem Bergbauern-Ehepaar Anton und Stephanie Schneider adoptiert und wuchs in Götzis (Vorarlberg) auf, wo er noch heute als freier Schriftsteller lebt. Er ist mit einer Flugzeugkapitänin verheiratet und Vater von drei Kindern.
Von 1981 bis 1986 studierte Schneider Komposition, Theaterwissenschaft und Kunstgeschichte in Wien. Er brach sein Studium ab, um Schriftsteller zu werden, arbeitete als Fremdenführer und Organist, hielt sich mit diversen Literaturstipendien über Wasser.

## Werk
Seinen Debütroman Schlafes Bruder veröffentlichte er 1992 im Reclam-Verlag (Leipzig), nachdem das Manuskript zuvor von 24 Verlagen abgelehnt worden war. Das Buch, das die erfundene Geschichte des Musikers Johannes Elias Alder erzählt, der sich durch Schlafentzug das Leben nimmt, wurde ein internationaler Erfolg, ist bislang in über 35 Sprachen übersetzt worden und fand Eingang in den Schulkanon. 1995 wurde der Roman unter der Regie von Joseph Vilsmaier verfilmt, der Film wurde 1996 für den Golden Globe nominiert. Der Roman diente als Vorlage für ein Ballett, eine Oper und mehrere Schauspielfassungen. Den frühen Erfolg von Schlafes Bruder beschrieb Schneider später als schwierig.
1998 erschien sein zweiter Roman, Die Luftgängerin. Der Roman beschreibt Aufstieg und Niedergang der fiktiven Stadt Jakobsroth im vorarlbergischen Rheintal. Das Buch wurde einhellig und in beispielloser Weise von der deutschen Literaturkritik verrissen. Zwischenzeitlich lebte Schneider in New York, um am dritten Teil seiner Rheintalischen Trilogie zu arbeiten, dem Roman Die Unberührten, der im Jahr 2000 erschien. Darin schildert er, basierend auf einer historischen Begebenheit, das Schicksal zweier Bauernkinder, die zur Zeit der großen Depression nach Amerika verschickt wurden.
Zehn Jahre nach seinem Debüt erschien mit Schatten (2002) ein weiterer Roman im Reclam-Verlag. Es handelt von zwei alten Damen, die sich in einem Sydneyer Restaurant wiedersehen und gegenseitig von ihren Liebes- und Lebenstragödien erzählen. Sein Roman Kristus (2004) beschreibt das Leben des „Täuferkönigs“ Jan Beukels, der das Königreich zu Münster gründete. Die Darstellung lehnt sich stark an die Quellen an und ist in einem „barockisierenden Duktus“ verfasst. Im September 2007 erschien sein Roman Die Offenbarung. Er erzählt die Geschichte eines Bach-Fundes, der einem Musikforscher aus Naumburg (Saale) gelingt, dessen Leben dadurch aus den Fugen gerät.
Nach 2007 folgte kein weiterer Roman und 2015 wurde bekannt, dass sich Schneider von dem Schreiben von Romanen abgewandt hatte. Nach eigenen Angaben habe er das Schreiben dreier Bücher angefangen, es aber abgebrochen, da er keine Notwendigkeit zum Schreiben gefühlt habe. 2018 erklärte er der Süddeutschen Zeitung: „Ich muss ein Buch erwarten können, und dieses Warten dauert nun schon elf Jahre.“ 2020 veröffentlichte er in Zusammenarbeit mit Linda Wolfsgruber das Kinderbuch Der Schneeflockensammler und eine bearbeitete Neufassung seiner Novelle Der Papst und das Mädchen. 2022 erschien mit Buch ohne Bedeutung eine Sammlung von 101 anderthalbseitigen Geschichten.
Unter dem Titel „Schneiders Brille“ veröffentlicht Robert Schneider regelmäßig autobiografisch gefärbte Beobachtungen in den Sonntagsausgaben der österreichischen Kronen Zeitung.

## Rezeption und Stil
Schneider ist, was die literarische Einordnung angeht, eine umstrittene Persönlichkeit der deutschsprachigen Gegenwartsliteratur. Stilistisch changieren seine Bücher zwischen einer an musikalischen Parametern orientierten Kunstsprache, die Altertümliches, Modernes und eigene sprachliche Erfindungen vermischt (Schlafes Bruder, Die Luftgängerin, Kristus), und einem knappen, protokollarischen Schreibduktus (Dreck, Schatten). Der Widerspruch zwischen Emotionalität und Kalkül seines Erzählens lässt sich schwer in gängige Typisierungsmuster eingliedern. Er selbst sieht seine Wurzeln in der Tradition des österreichischen Erzählens vor 1945. In einem Interview mit Carsten Gansel beschrieb Schneider seinen Stil folgendermaßen: „Meine Sprache ist ja im Grunde die von Stefan Zweig oder Joseph Roth.“
Ab den 2000er-Jahren zog er sich als Person aus der literarischen Öffentlichkeit zurück und gab nur noch selten Interviews. 

## Auszeichnungen
- 1990: Landespreis für Volkstheaterstücke, für Traum und Trauer des jungen H.
- 1993: Preis der Potsdamer Theatertage, für Dreck – Über die Angst vor dem Fremden
- 1993: Alemannischer Literaturpreis[9]
- 1993: Robert-Musil-Stipendium der Stadt Wien
- 1994: Literaturpreis der Salzburger Osterfestspiele
- 1994: Prix Médicis Étranger
- 1994: Premio Grinzane Cavour
- 1994: Civis-Hörspielpreis des WDR
- 1995: Marieluise-Fleißer-Preis
- 1995: Premio Itas del Libro di Montagna (Trento)
- 2008: Phantastik-Preis der Stadt Wetzlar, für Die Offenbarung

## Werke

### Prosa
- Schlafes Bruder, Roman, Reclam, Leipzig 1992, ISBN 3-379-01518-0
- Die Luftgängerin, Roman, Blessing, München 1998, ISBN 3-442-72578-X
- Die Unberührten, Roman, Albrecht Knaus Verlag, München 2000, ISBN 3-8135-0161-2
- Der Papst und das Mädchen, Novelle, Reclam, Leipzig 2001, ISBN 3-379-00781-1
- Schatten, Roman, Reclam, Leipzig 2002, ISBN 3-379-00792-7
- Kristus, Roman, Aufbau-Verlag, Berlin 2004, ISBN 3-351-03013-4
- Die Offenbarung, Roman, Aufbau-Verlag, Berlin 2007, ISBN 978-3-351-03212-8
- (gem. mit Linda Wolfsgruber) Der Schneeflockensammler, Kinderbuch, Jungbrunnen-Verlag, Wien 2020, ISBN 978-3-7026-5946-2
- Der Papst und das Mädchen, Roman, Bearbeitete Neufassung, Bucher Verlag, Hohenems 2020, ISBN 978-3-99018-534-6
- Buch ohne Bedeutung, Prosaminiaturensammlung, Wallstein Verlag, Göttingen 2022, ISBN 978-3-8353-5195-0

### Texte für das Theater
- Hitlermein: Eine Liebsesrede, UA: 1989, Götzis, Alte Krone
- Alte Tage, Komödie. UA: 1994, Götzis, Am Bach
- Dreck: Monolog über die Angst vor dem Fremden, UA: 1993, Thalia Theater (Hamburg)
- Traum und Trauer des jungen H., UA: 1993, Schauspiel Hannover
- Komödie vom deutschen Heimweh, UA: 1999, Schauspielhaus Zürich

### Lyrik
- Gegengebet, 1992, Bibliothek der Provinz, Weitra 1995
- acht preisungen, 2005, Mitteldeutscher Verlag, Halle (Saale) 2006

### Film
- Silent Faces, Videoporträts, gemeinsam mit Vorarlberg Online, 2014; Online auf VOL.AT; abgerufen am 13. September 2020